# بخش کراچی
بخش کراچی (به انگلیسی: Karachi Division) یک بخش در پاکستان است که در ایالت سند واقع شده‌است. بخش کراچی ۱۶٬۰۵۱٬۵۲۱ نفر جمعیت دارد.